# Qarahəsənli (Ağstafa)
Qarahəsənli è un comune dell'Azerbaigian situato nel distretto di Ağstafa. Conta una popolazione di 1 267 abitanti.